# تزيين الكعكة

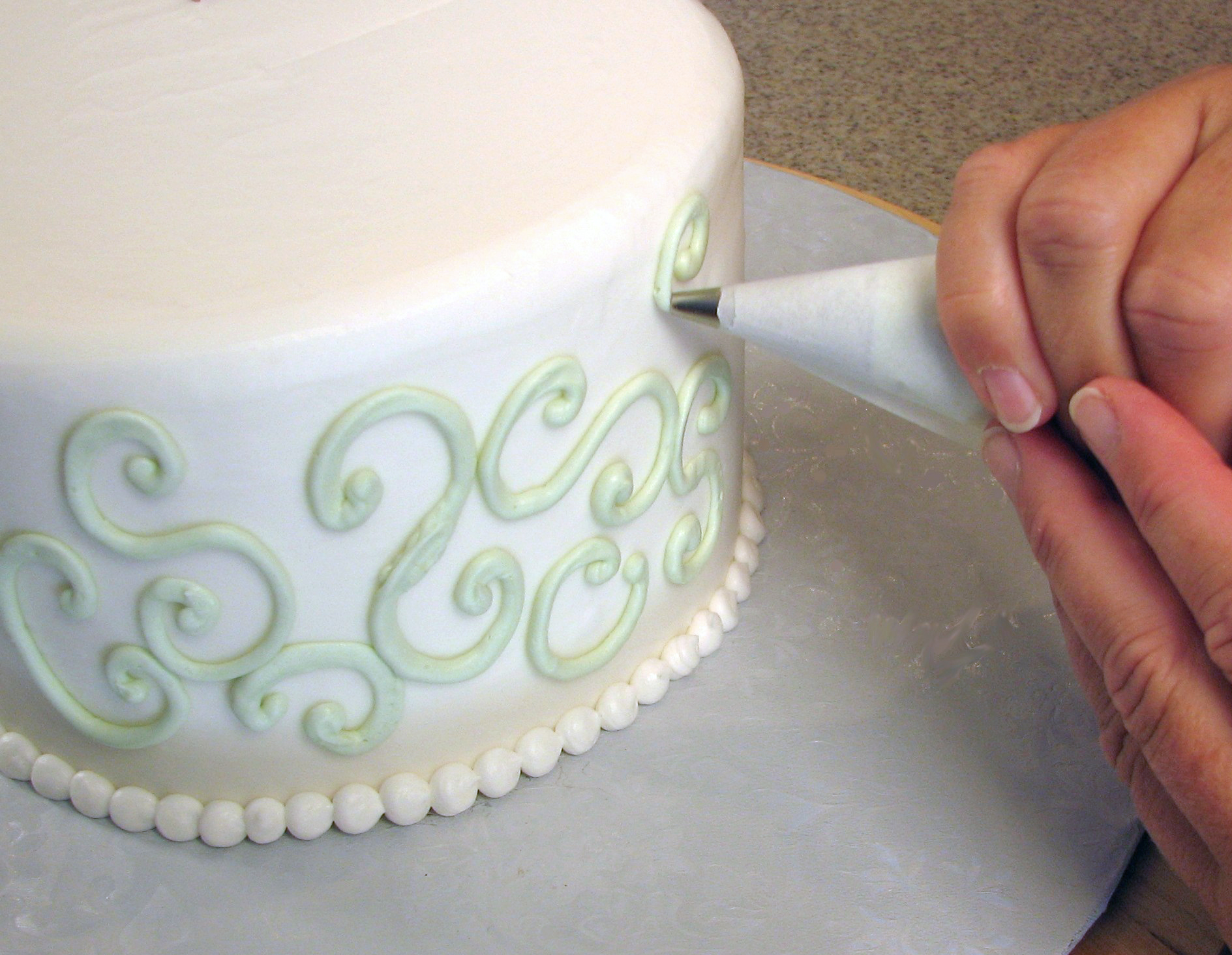
تزيين أطراف الكعكة بواسطة كريمة الزبدة

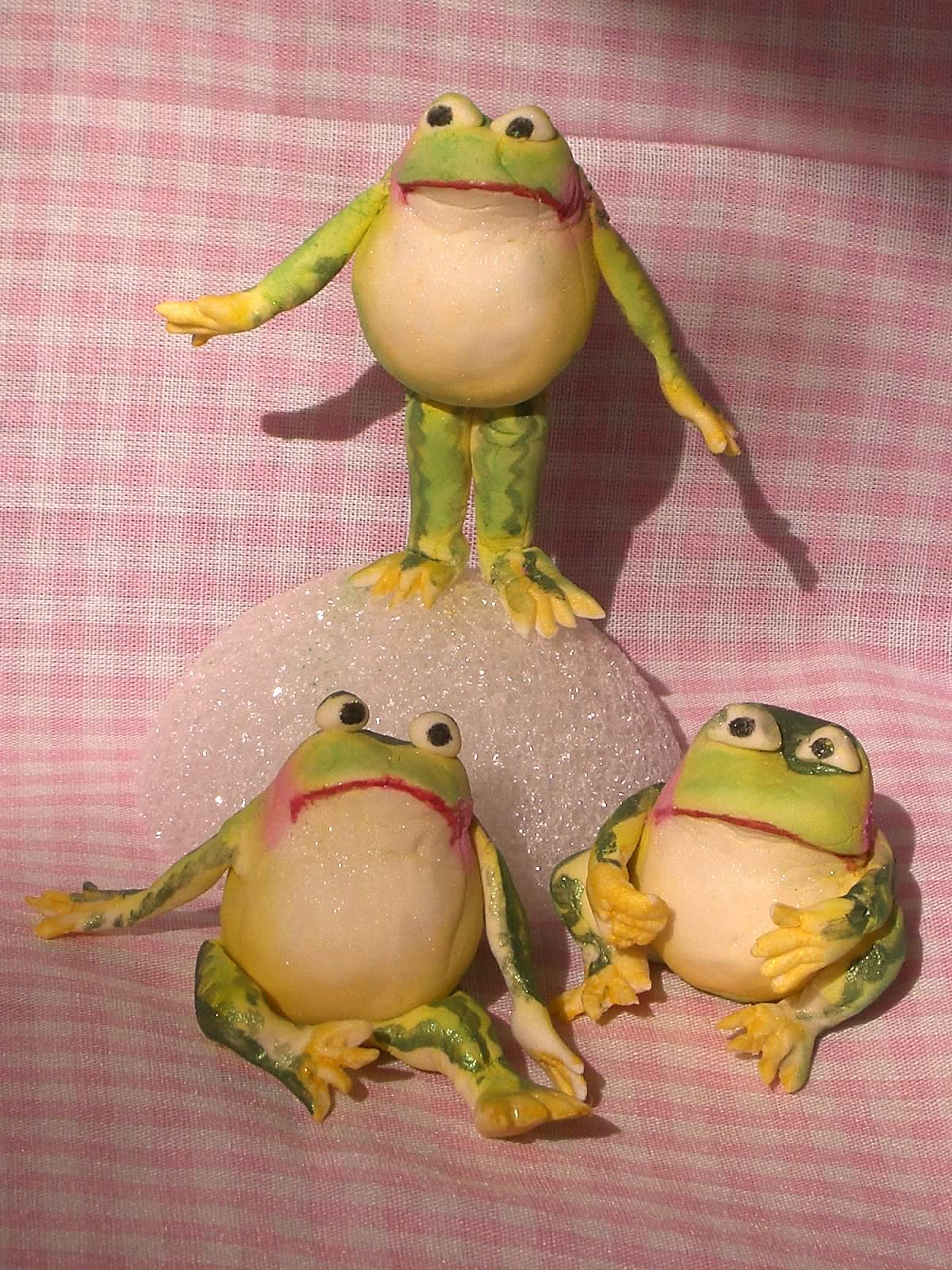
كعكات على هيئة ضفادع مغطاة بعجينة الكسر، ومزينة بمواد قابلة للأكل

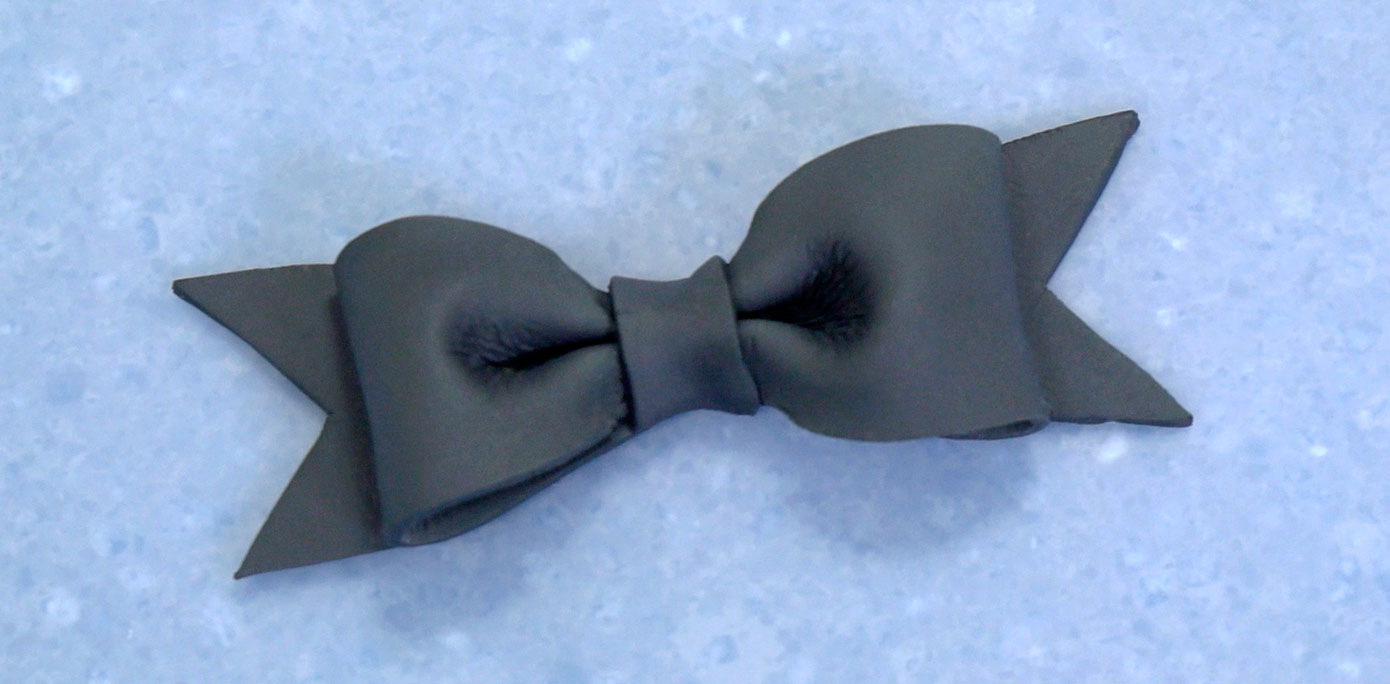
معجون العلكة للتزيين.

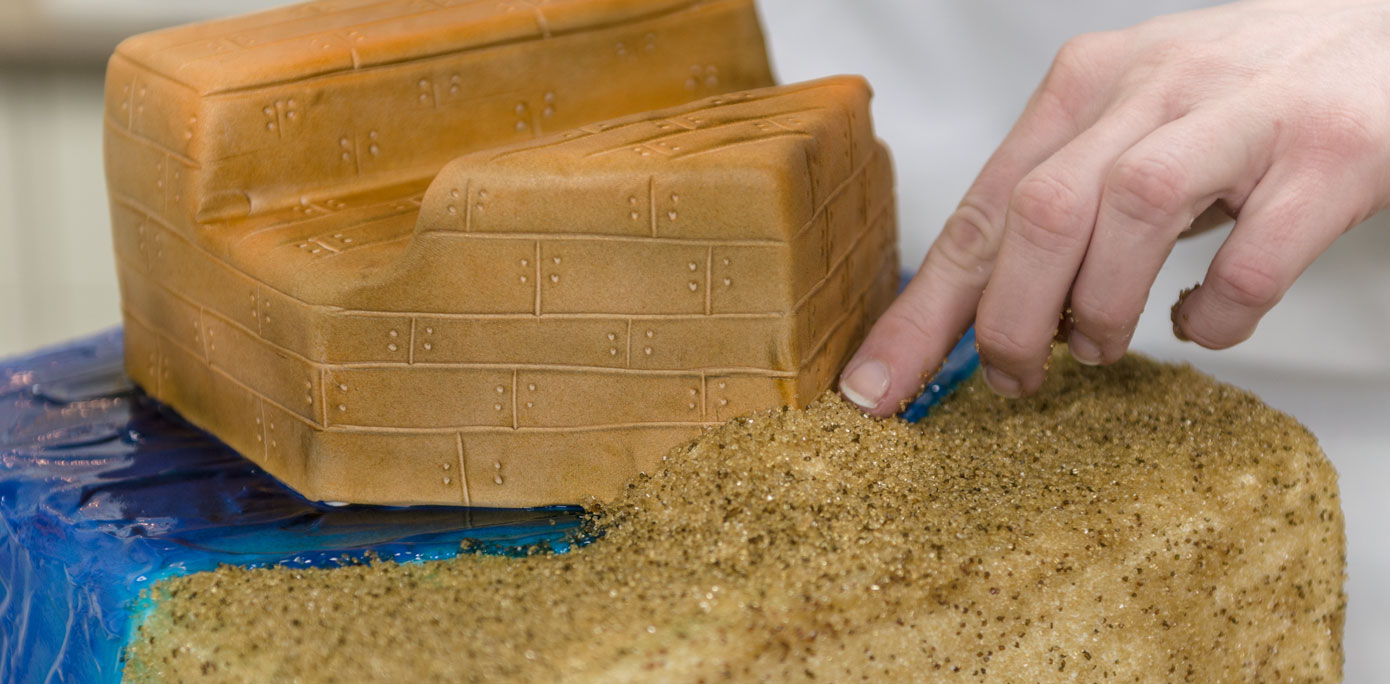
تقنيات متقدمة لتزيين الكعكة.

تزيين الكعكة هي من فنون النحت بالسكر والتي تستخدم طرق التجليد أو التفريز وعناصر تزيين وزخرفة قابلة للأكل لتبدو الكعكةات العادية جذابة ومميزة ومثيرة للإعجاب. كما يمكن أن يتم تشكيل الكعكة في قوالب وتشكيله ونحته ليشبه أشخاص أو أماكن أو أشياء ثلاثية الأبعاد.
يستخدم الكعكة المزخرف والمزين في الاحتفالات الخاصة كما في أعياد الميلاد وحفلات الزفاف. كما تستخدم في المناسبات الدينية والوطنية. وتتخصص شركات معينة بهذه الصناعة وتنتج على نحو تجاري لتلبية الطلب.

## التاريخ

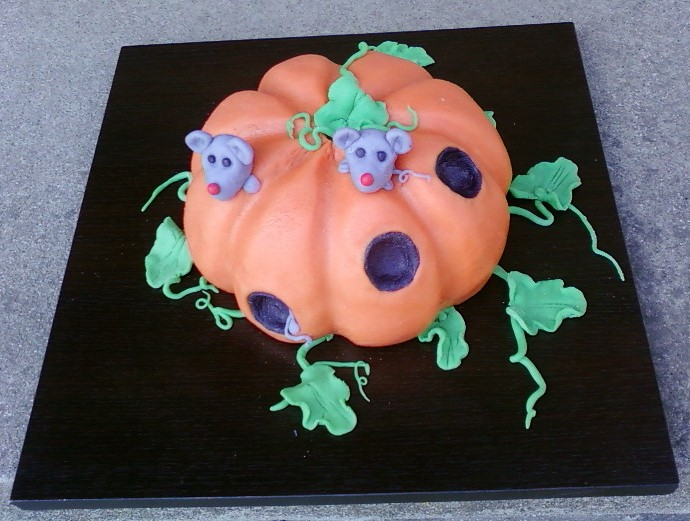
A cake decorated to look like a قرع with mice living in it

Cake decorating originated in 17th century Europe. During the 1840s, the advent of temperature-controlled الفرنs and the production of ذرور الخبز made baking cakes much easier.As temperature control technology improved, an increased emphasis on presentation and ornamentation developed. Cakes began to take on decorative shapes, were adorned with additional icing formed into patterns and flowers, and food coloring was used to accent frosting or layers of cake.
تظهر الإشاعات أن تزيين الكعكة بدأ في مخبز فرنسي في عقد 1840، حيث أراد ذلك الخباز زيادة أسعار الكعك من خلال تزيينه.
على الرغم من أنخفاض الاعتماد على الخبز في الجزء الأخير من القرن العشرين في الولايات المتحدة، إلا أن تزيين الكعكة بقي جزءاً هاماً من الاحتفالات والمناسبات كالأعراس وأعياد الميلاد ولقاءات الأصدقاء. كما ظهرت مؤخراً عدة برامج تلفزيونية في أنحاء العالم لتعليم تزيين الكعكة ومنافسات بين المختصين والهواة
ازدادت شعبية تزيين الكعكة مؤخراً نظراً لسهوة الحصول على مواد التزيين والقوالب التي تسهل العملية حتى لو امتلك الشخص القليل من المهارات، كالصينة الدوارة وعجينة السكر والألوان القابلة للأكل.

## صور

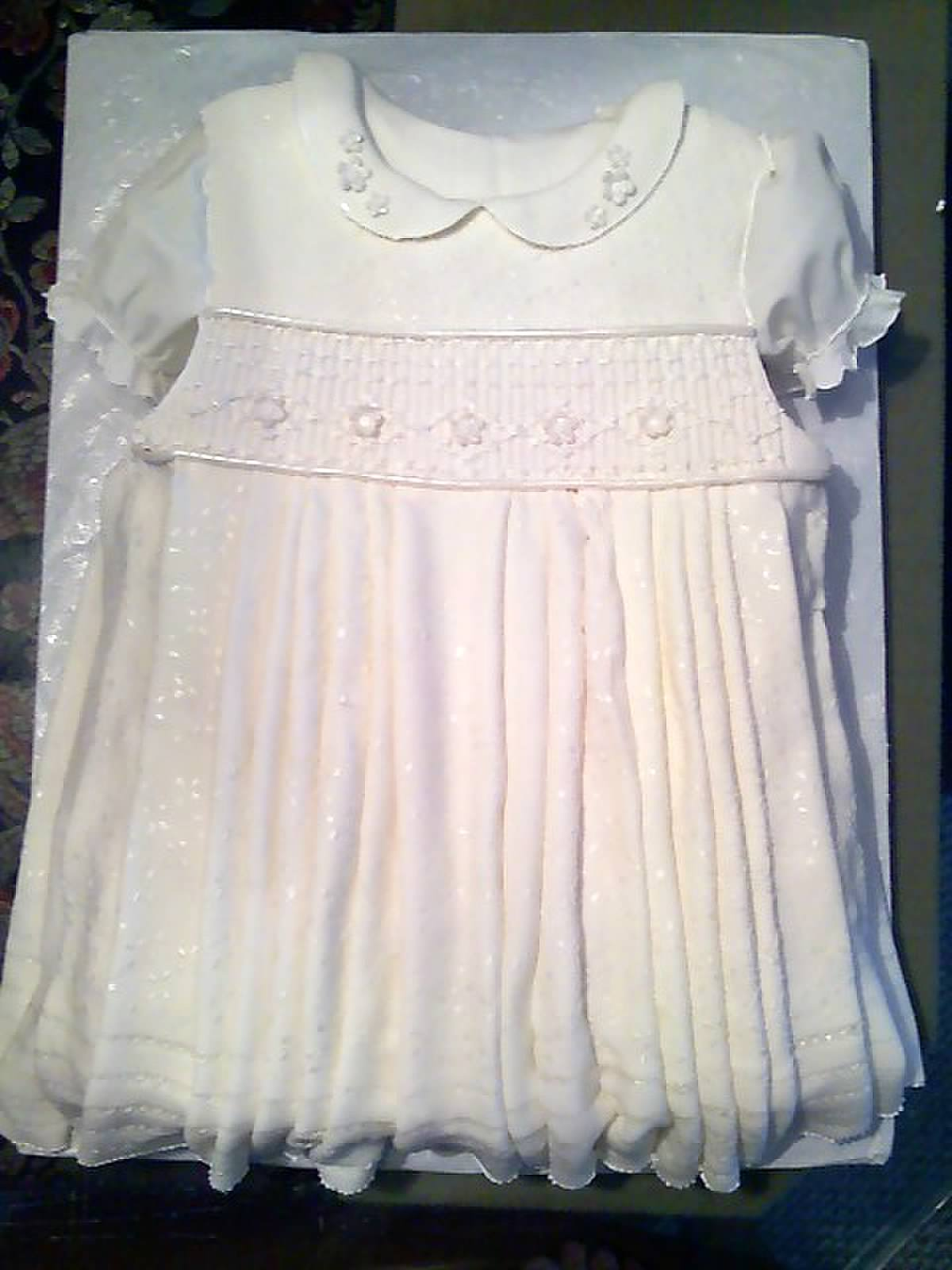
كعكة على هيئة ثوب طفلة قابلة للأكل بأكملها
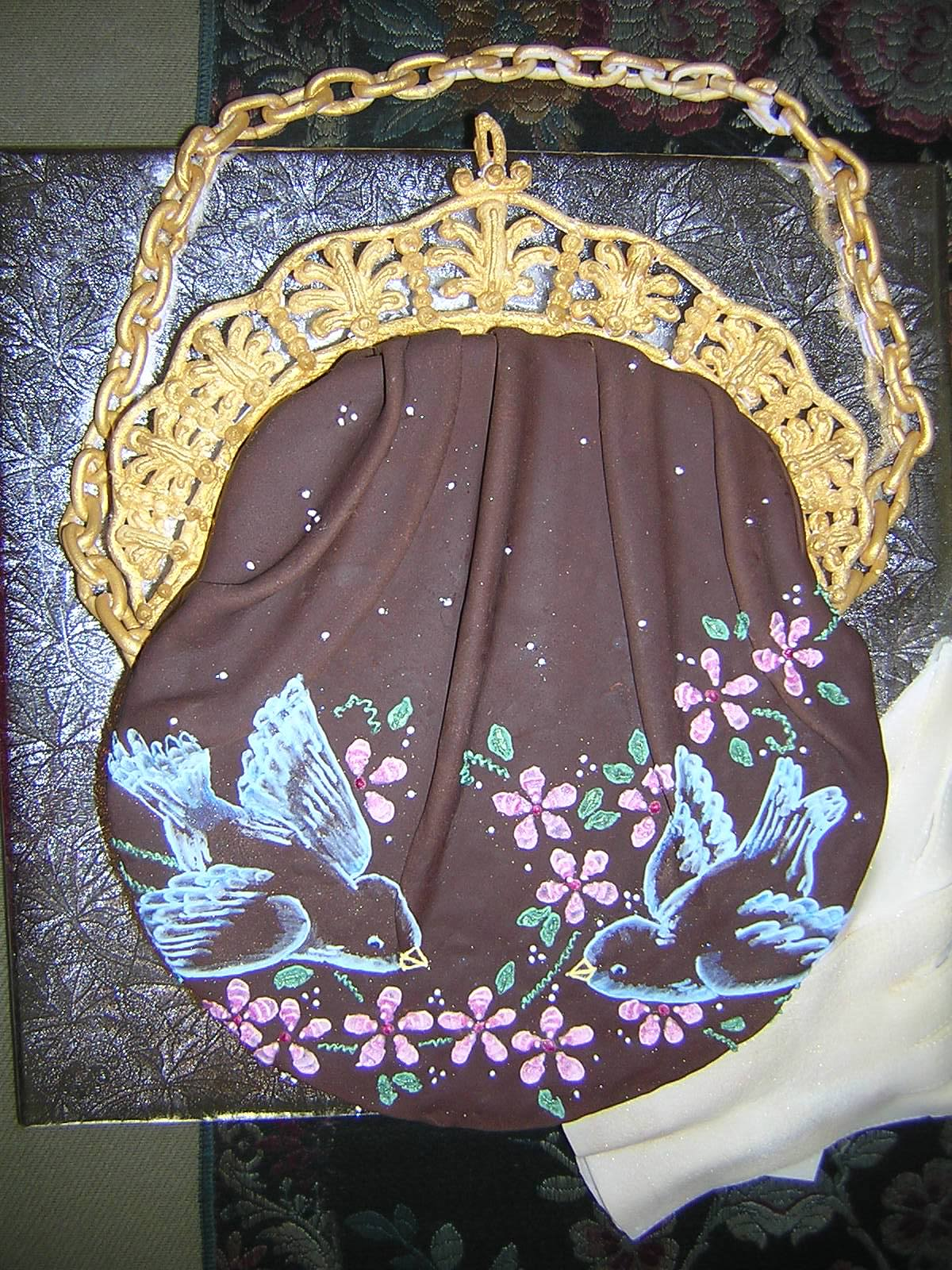
كعكة على هيئة حقيبة قابلة للأكل
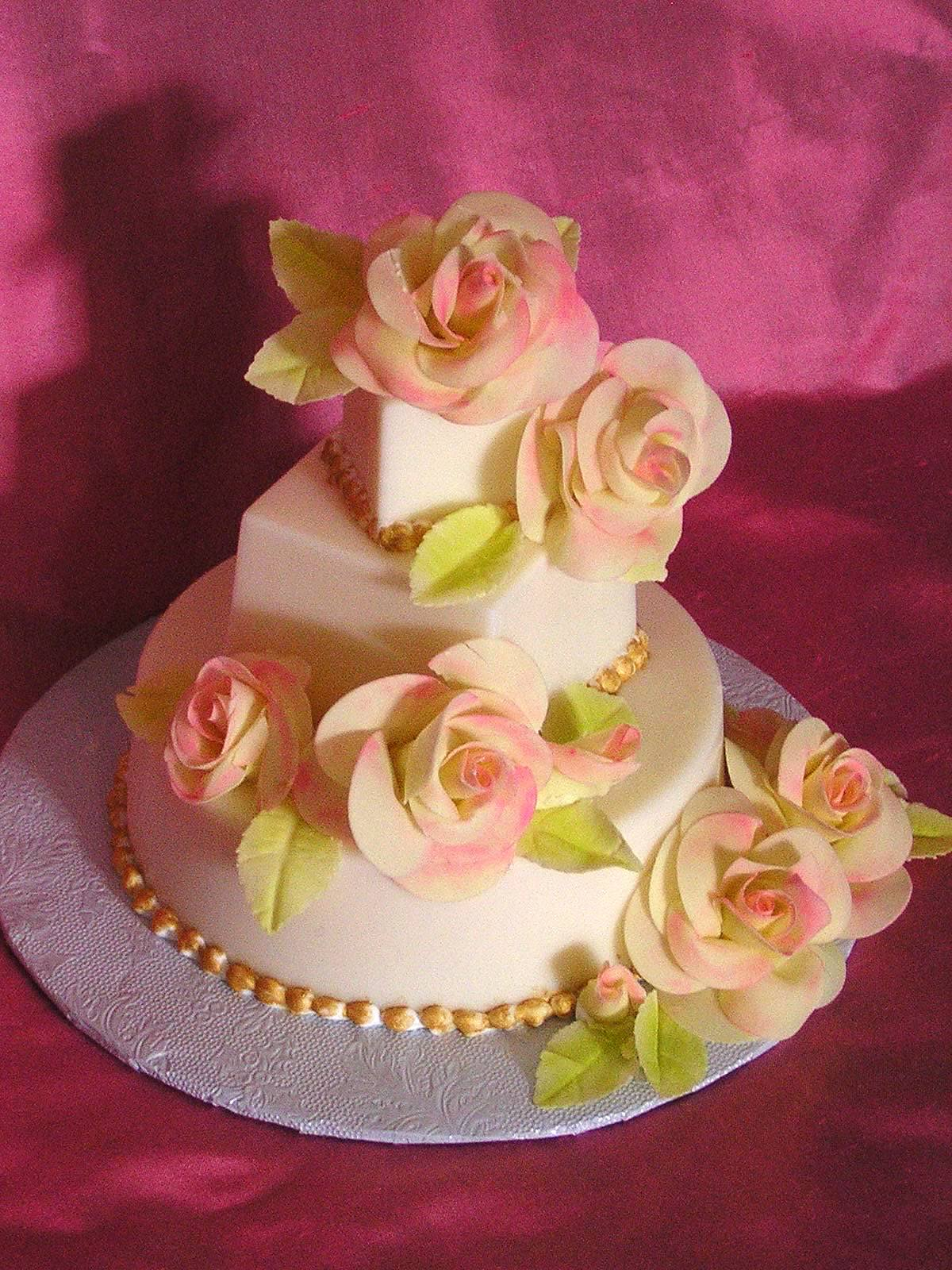
كعكة مزينة بزهور
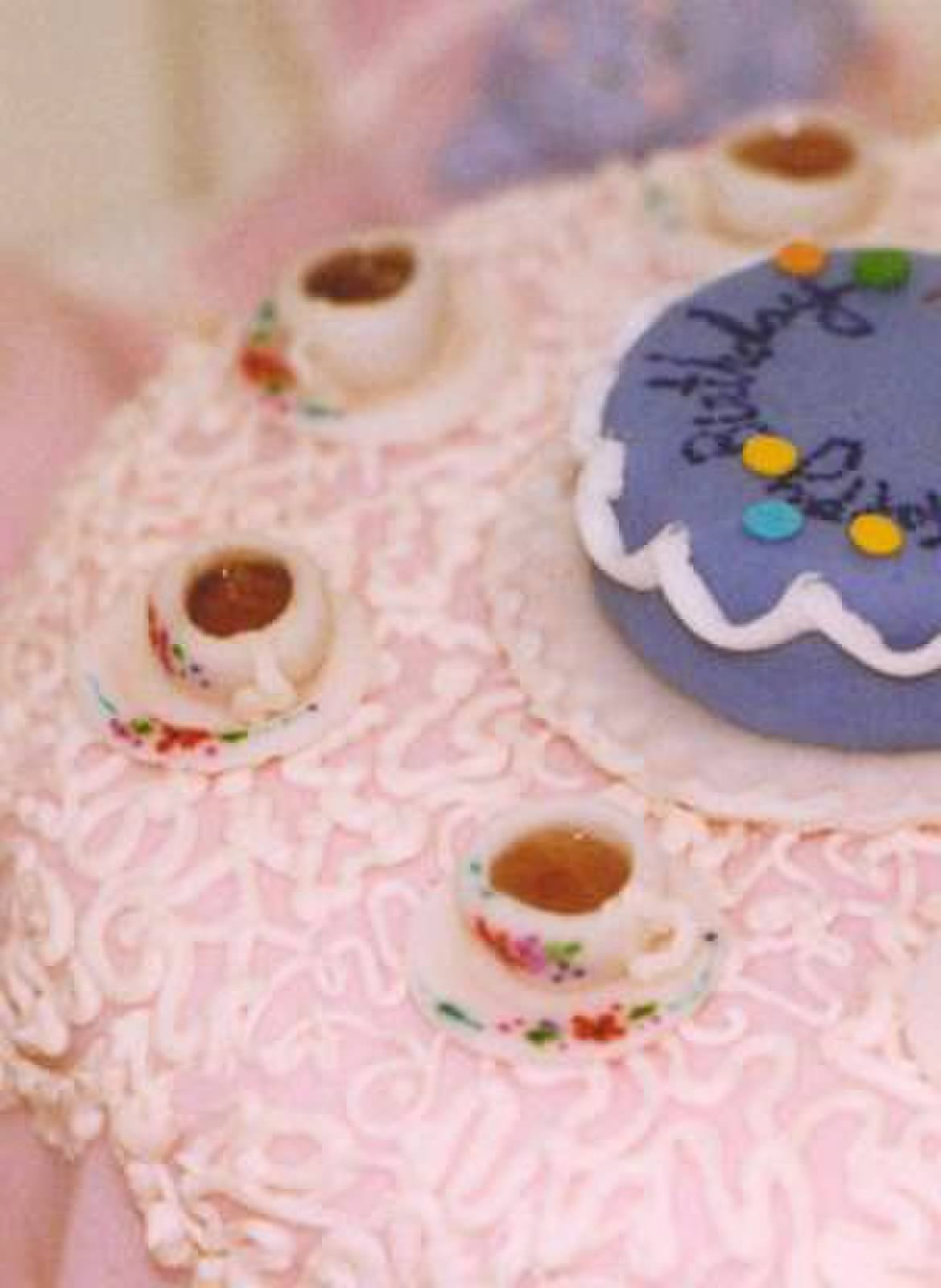
تفاصيل زخرفة يدوية من السكر
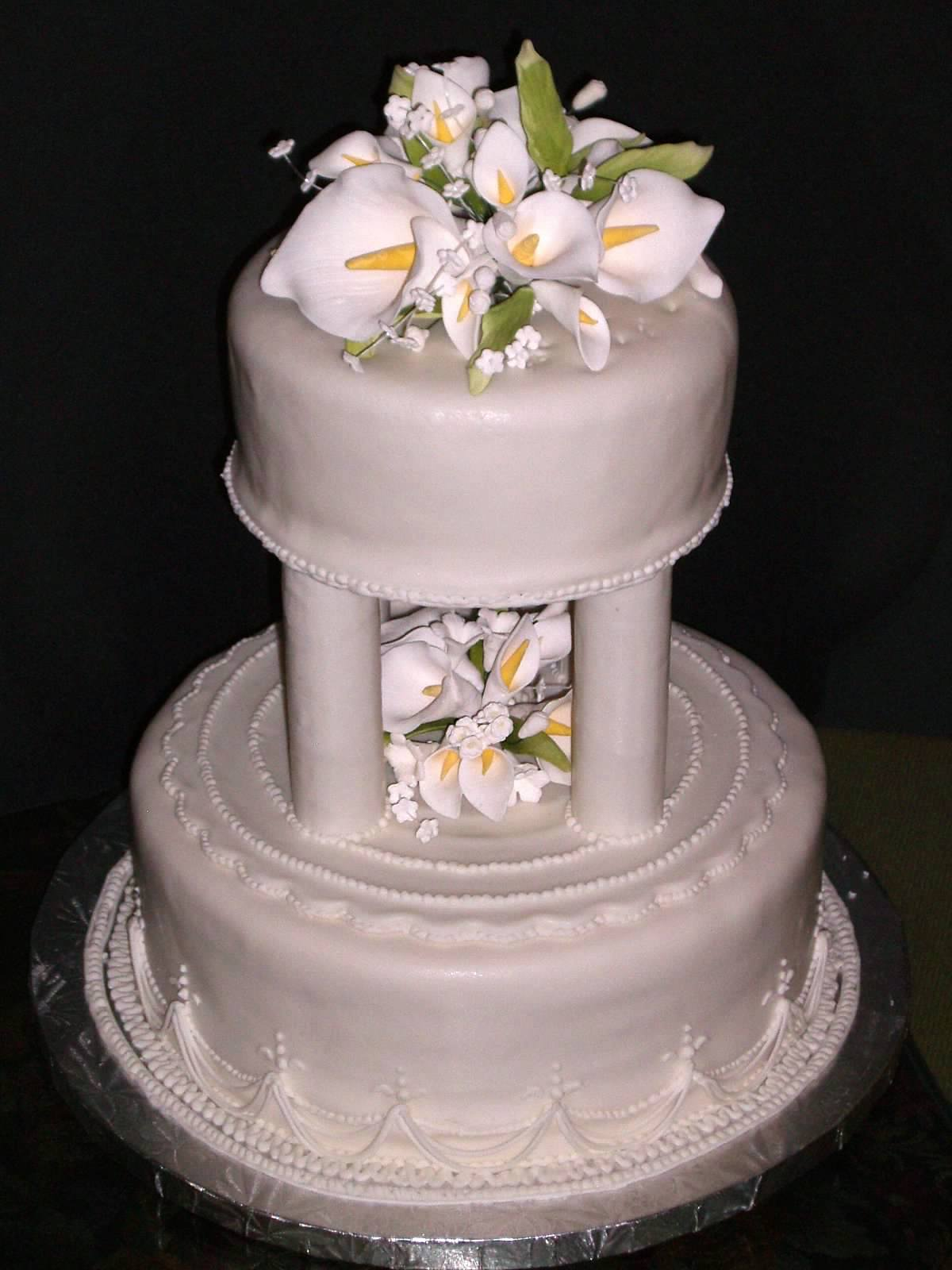
كعكة زفاف من طبقات مع زهور الكالا
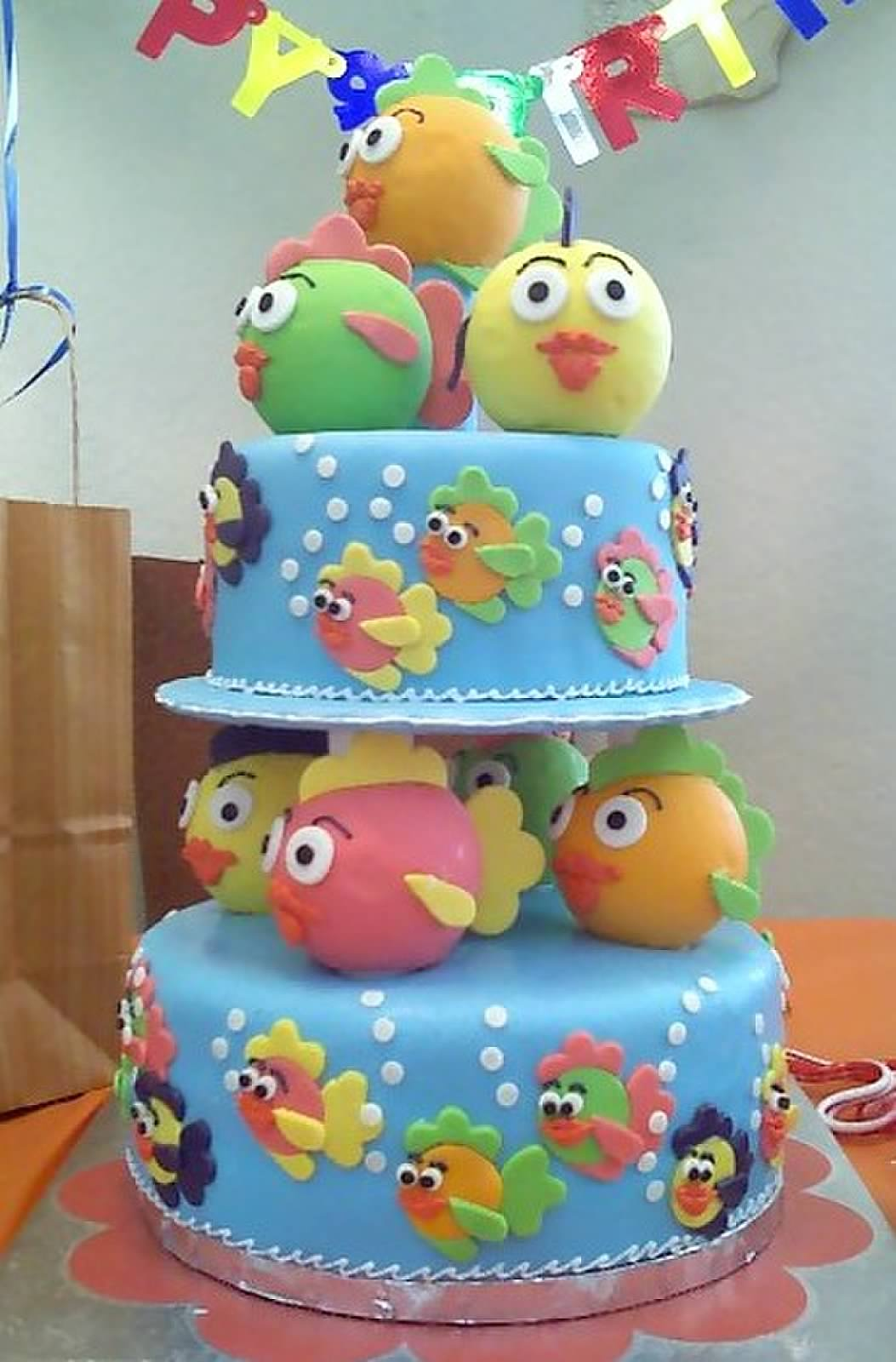
كعكة عيد ميلاد لطفل بعمر عام
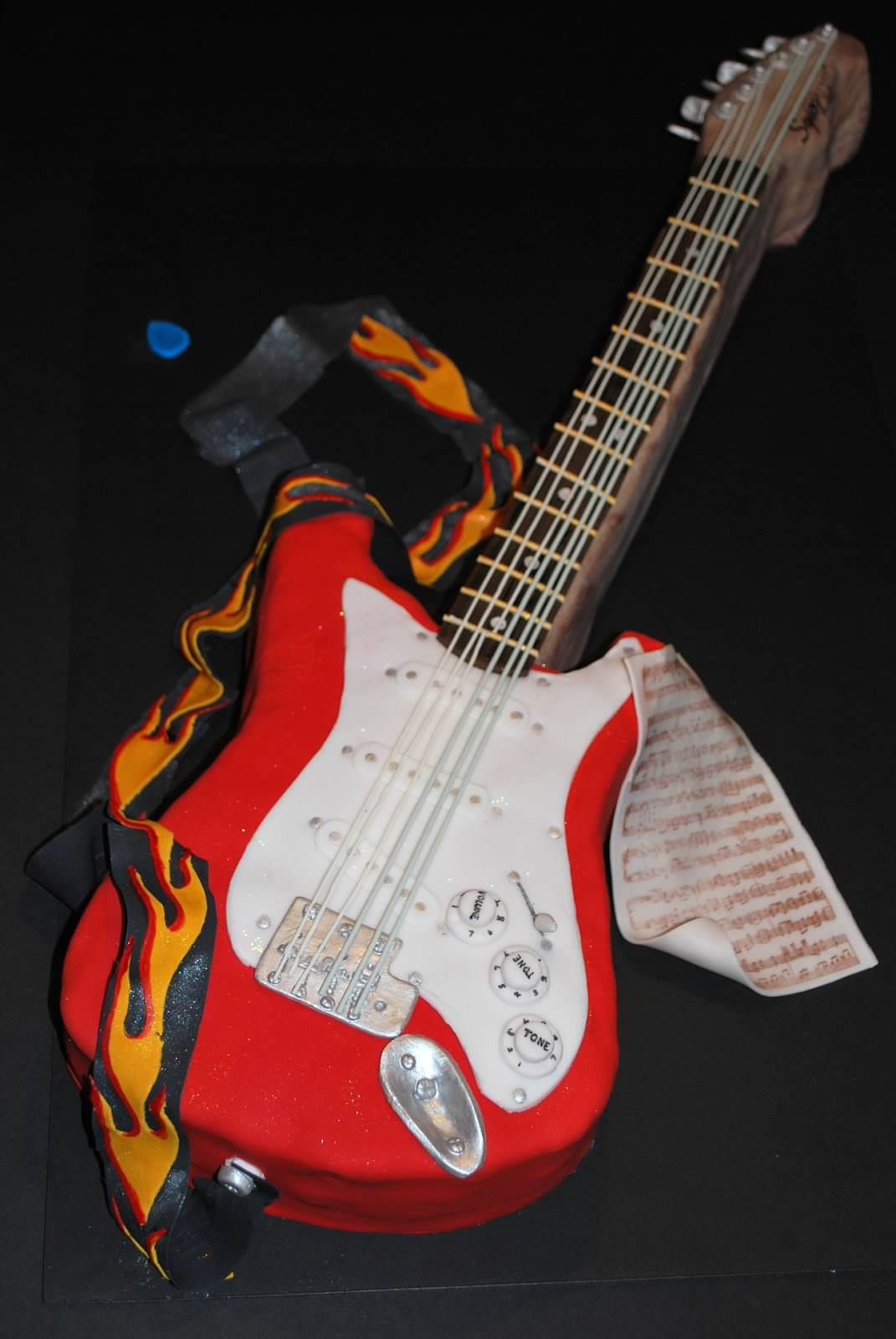
كعكة على هيئة غيتار
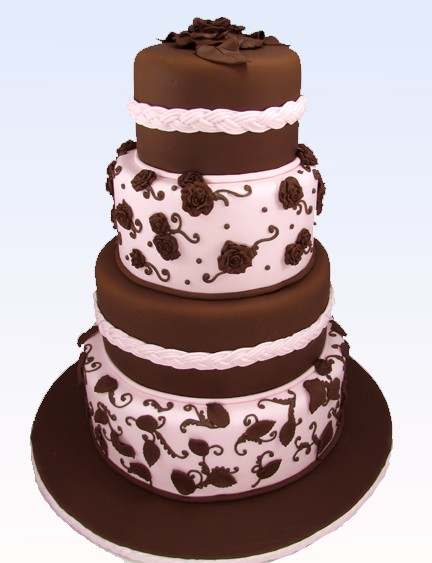
كعكة شوكولاته مزينة بأوراق شجر وزهور من الشوكولاته
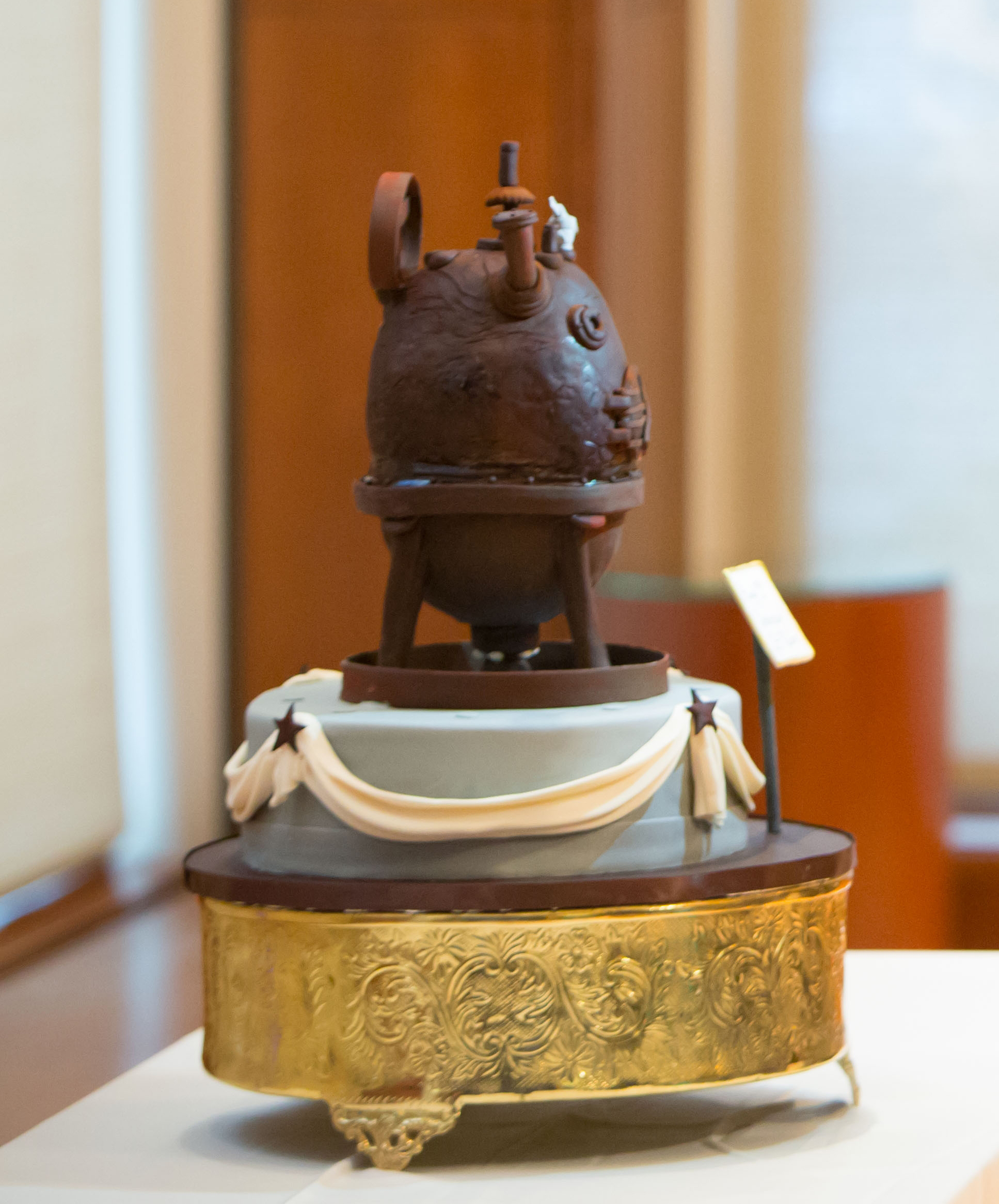
كعكة مزينة بالباكليت
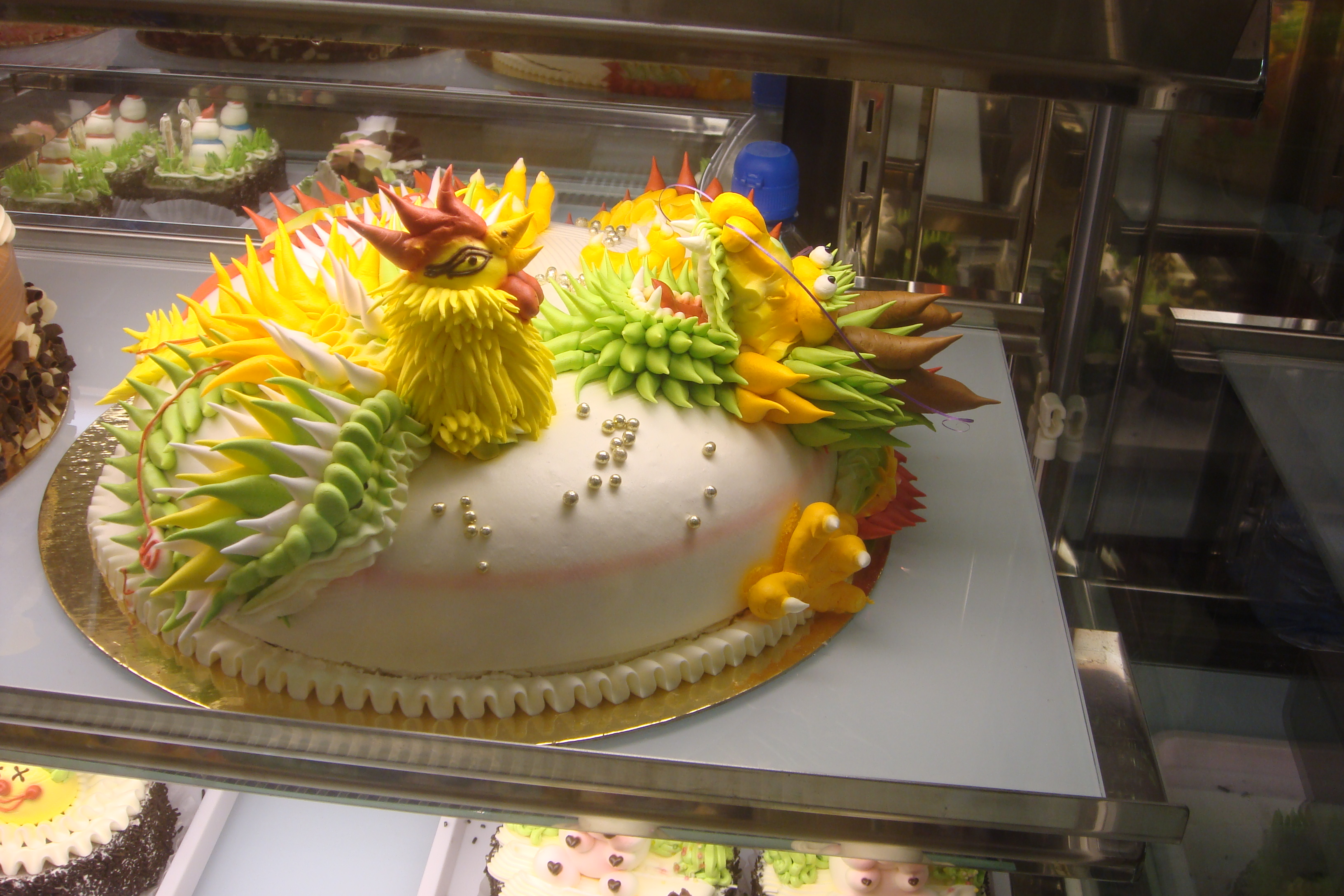
كعكة على هيئة ديك في احتفالات رأس السنة الصينية
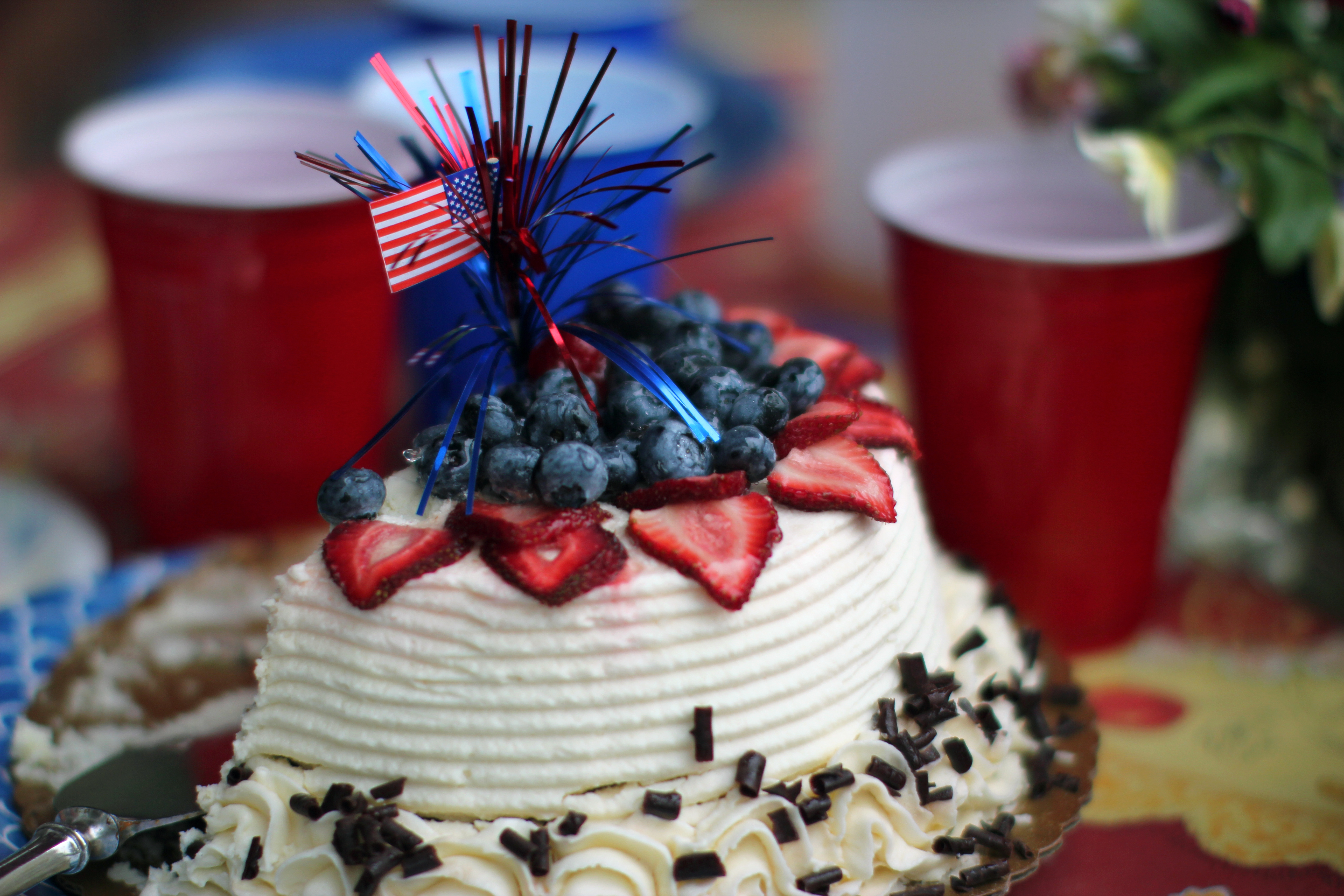
كعكة مزينة بألوان العلم الأمريكي بمناسبة احتفالات العيد الوطني
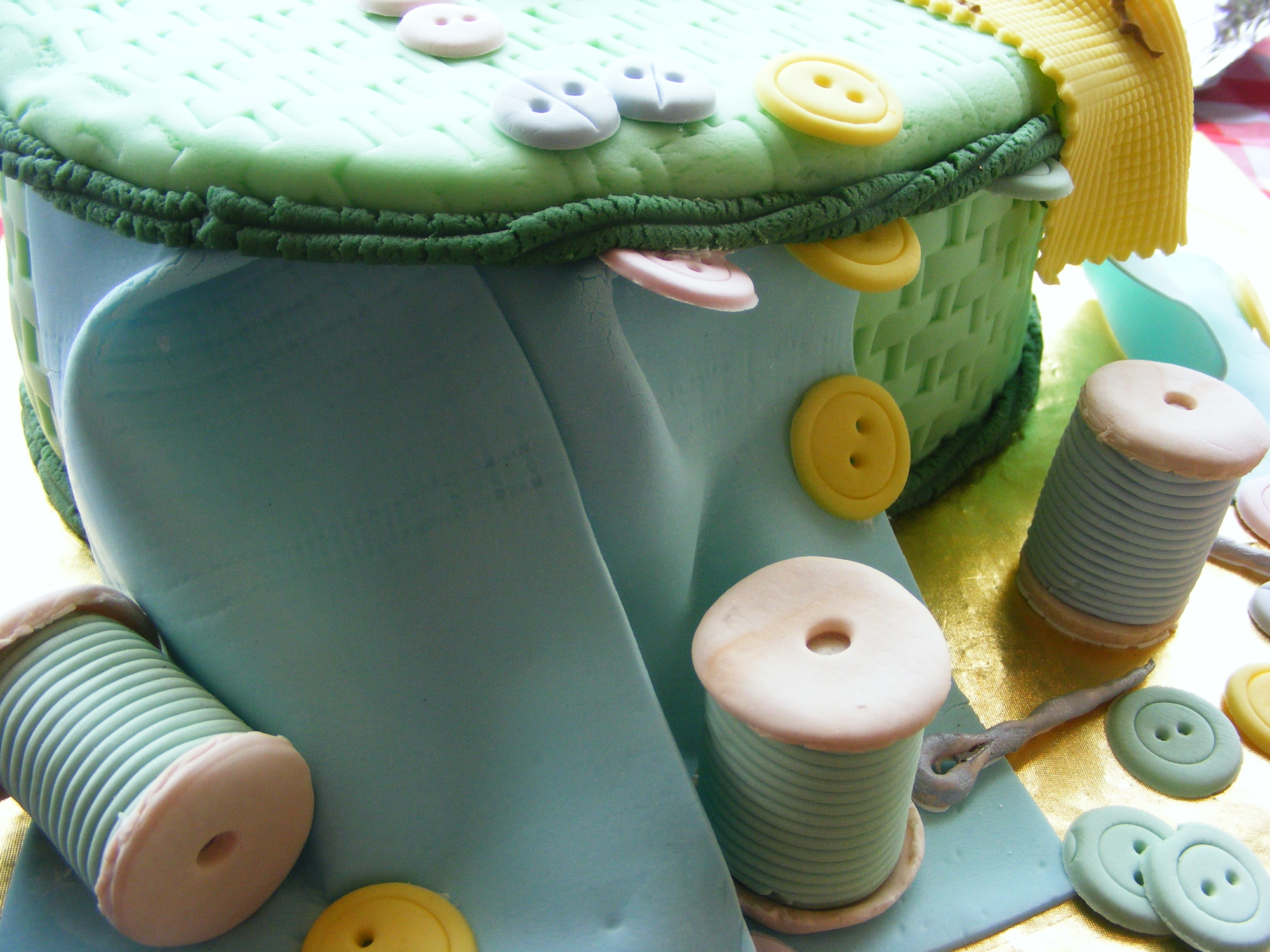
كعكة مشكّلة على هيئة أدوات الخياطة
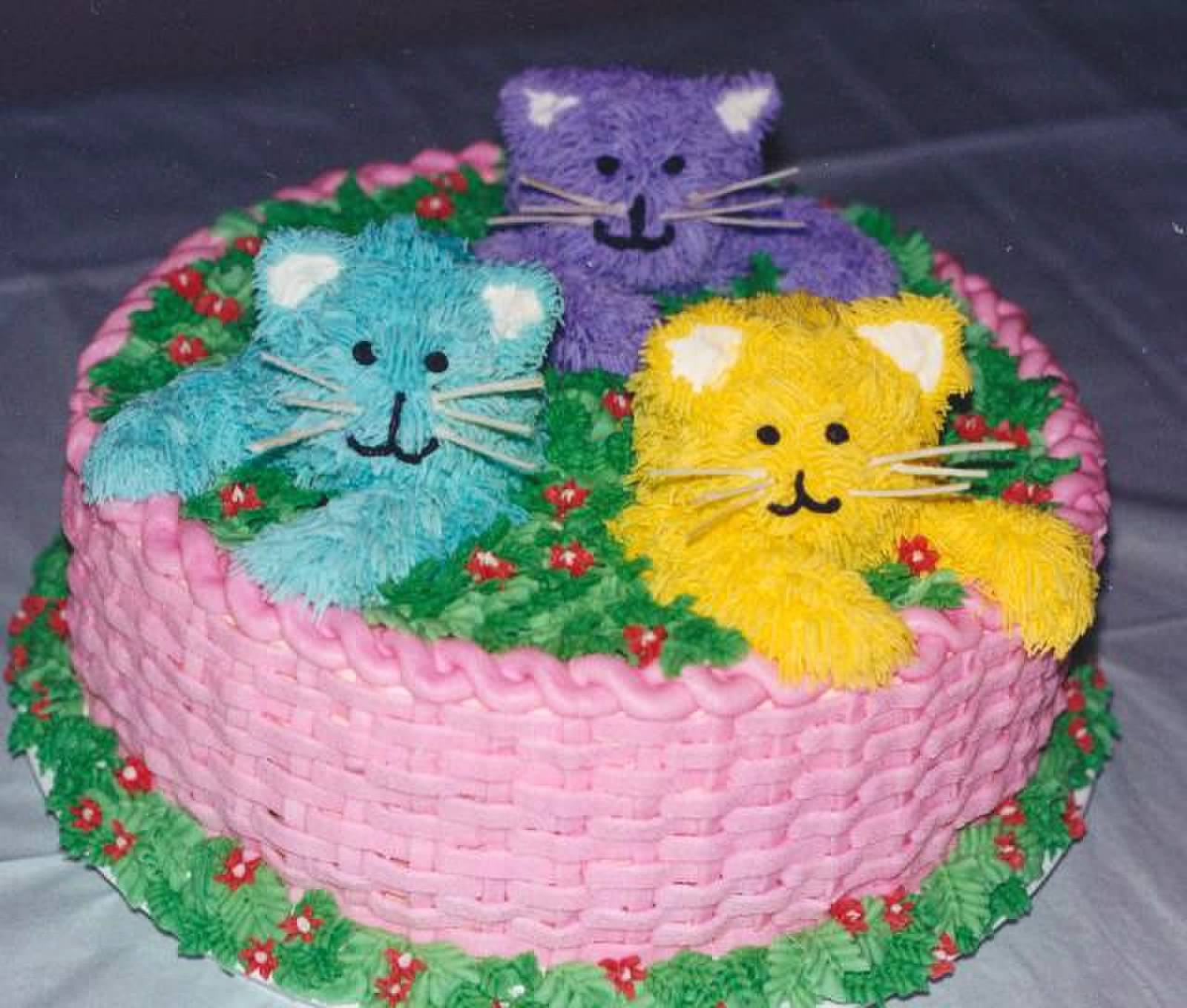
كعكة مشكّلة على هيئة سلة قطط
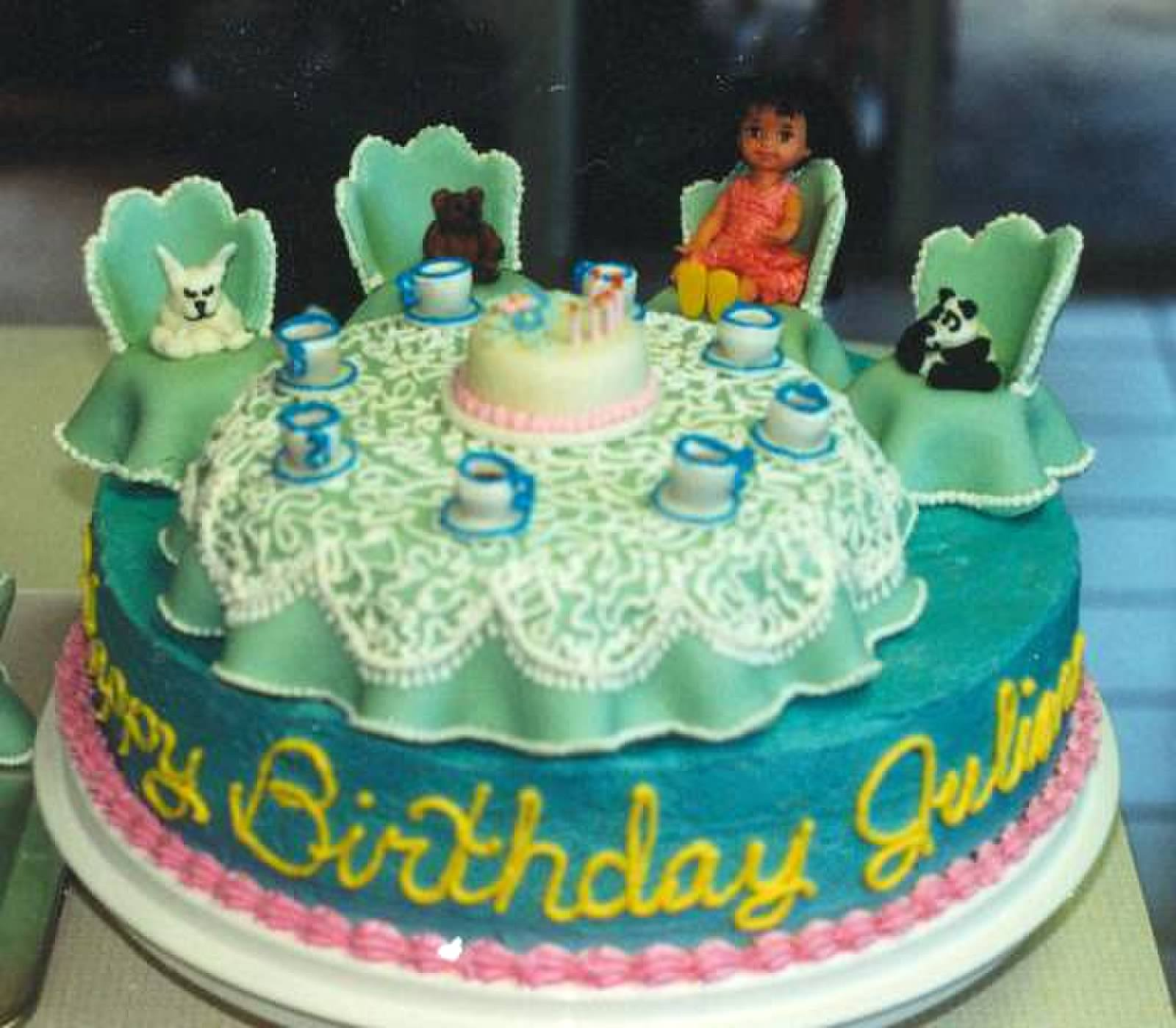
كعكة عيد ميلاد
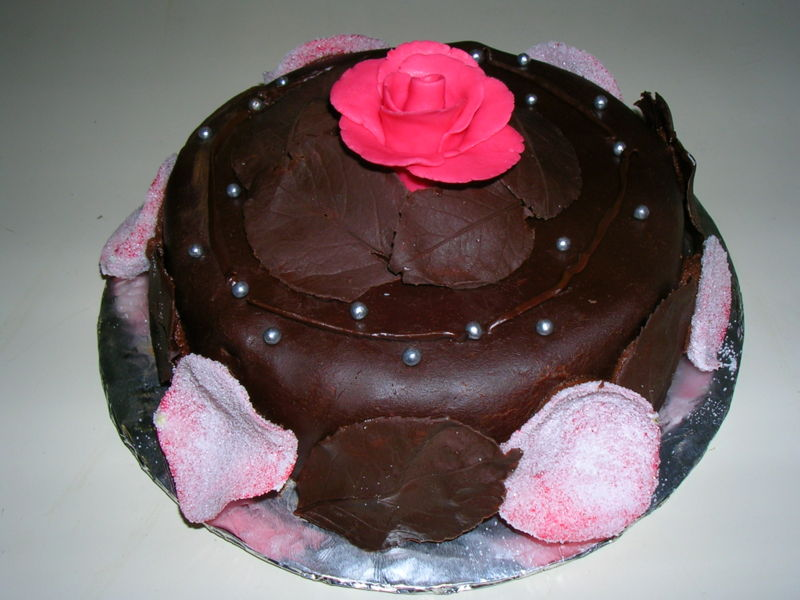
كعكة شوكولاته مزينة بالورود